# Vincent van Gogh – Ein Leben in Leidenschaft
Vincent van Gogh – Ein Leben in Leidenschaft (englisch Lust for Life) ist ein Spielfilm des Regisseurs Vincente Minnelli nach dem gleichnamigen Roman von Irving Stone, gedreht 1955 in den USA, den Niederlanden und in Belgien, über die tragische Existenz des niederländischen Malers Vincent van Gogh (1853–1890).

## Handlung

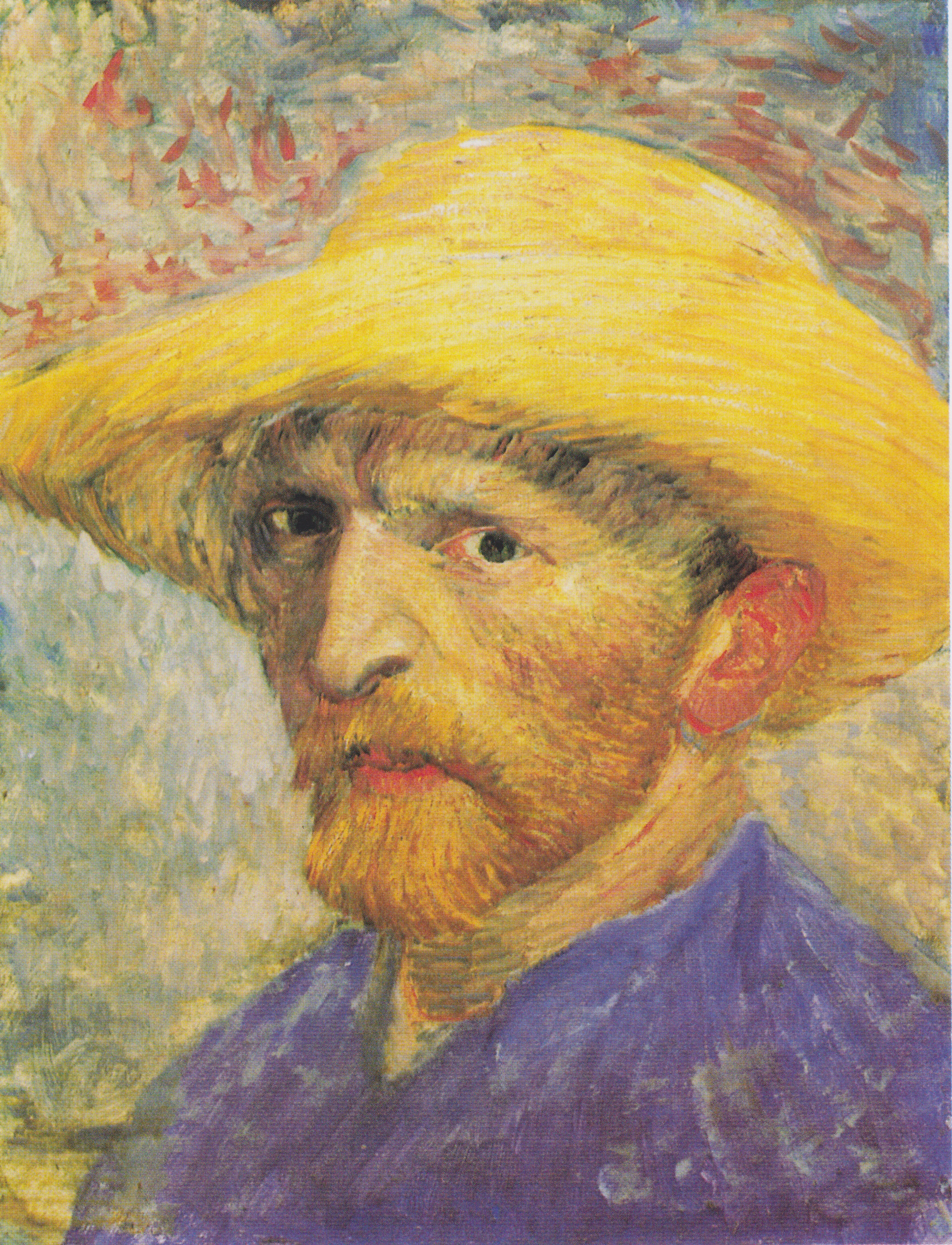
Van Gogh (Selbstbildnis), das dem Hauptdarsteller Kirk Douglas am ähnlichsten ist.

Vincent van Gogh wird als Laienprediger in ein einsames Bergwerkdorf geschickt. Ein Bergwerkunglück, das Tote und Verletzte fordert, sowie die Ignoranz seiner Vorgesetzten, die die Würde seines Postens darin verletzt sehen, dass er seine Habe mit den Armen teilt, bringen seinen Gottesglauben ins Wanken. Zugleich keimen in ihm Neigungen, zu zeichnen und dabei die normalen Menschen bei ihrer Arbeit auf dem Feld darzustellen. Nachdem seine Cousine, die seit einem Jahr Witwe ist, sein leidenschaftliches Liebeswerben verschmäht, lernt er in einer Kneipe Christine kennen; beide werden ein Paar.
Van Gogh entscheidet sich nun auch zum Malen. Nach wenigen Monaten besteht die Ehe zu Christine aus Streit, da er sich nur der Malerei widmet und kaum Geld für Essen da ist. Christine trennt sich von ihm; zur gleichen Zeit erleidet sein Vater einen Schlaganfall und stirbt.
In Paris zeigt sich van Gogh von den Werken der französischen Impressionisten beeindruckt. Gleichzeitig äußert er Erstaunen über Maler, die meinen, nach wissenschaftlichen Formeln malen zu müssen. Doch auch nach sechs Monaten Aufenthalt in Paris schafft es sein als Kunsthändler tätiger Bruder Theo nicht, die Bilder des Malerneulings Vincent van Gogh zu verkaufen, zumal dieser durch seine offene Art potentielle Kunden abschreckt. Nachdem van Gogh Paul Gauguin kennengelernt hat, verlässt er die Wohnung seines Bruders und zieht in die südfranzösische Stadt Arles. Als er dort die Möglichkeit nutzt, in ein eigenes Haus zu ziehen, malt er mit immer größerer Leidenschaft und träumt davon, eine Künstlerkolonie zu gründen. Van Gogh ist überaus erfreut, als Gauguin zu ihm zieht; die beiden werden Freunde. Doch zwischen den beiden Männern entwickeln sich immer größer werdende Differenzen, die sich vor allem in ihren unterschiedlichen Einstellungen zur Malerei äußern. Als Gauguin auszieht, bekommt van Gogh Furcht vor der Einsamkeit; in einem Anfall von Wahnsinn schneidet er sich ein Ohr ab. Auf eigenen Wunsch wird van Gogh in die Psychiatrie eingeliefert. Nach einer stetigen Phase der Besserung erleidet er einen überraschenden Rückfall, wird aber trotzdem aus der Psychiatrie entlassen und zieht zu seinem Bruder Theo und dessen Familie. Theo kann ihm die freudige Nachricht mitteilen, dass er eines von Vincents Bildern verkaufen konnte. Nach einem weiteren Kreativitätsschub meldet sich jedoch seine seelische Verzweiflung wieder; Vincent unternimmt einen Suizidversuch, an dessen Folgen er stirbt.

## Deutsche Fassung
Die deutsche Synchronbearbeitung entstand 1957 im MGM Synchronisations-Atelier Berlin. Kirk Douglas wurde von Wolfgang Kieling gesprochen (der ihn noch mehrfach synchronisierte), Anthony Quinn von Willy A. Kleinau (beides Schauspieler, die ihre größten Erfolge in DEFA-Filmen hatten). Die deutsche Fernsehpremiere war am 30. März 1972 um 20.15 Uhr in der ARD.
| Darsteller            | Figur                  | Deutscher Sprecher      |
| --------------------- | ---------------------- | ----------------------- |
| Kirk Douglas          | Vincent van Gogh       | Wolfgang Kieling        |
| Anthony Quinn         | Paul Gauguin           | Willy A. Kleinau        |
| James Donald          | Theo van Gogh          | Friedrich Joloff        |
| Pamela Brown          | Christine              | Agi Prandhoff           |
| Everett Sloane        | Dr. Gachet             | Hans Hessling           |
| Niall MacGinnis       | Roulin                 | Franz Nicklisch         |
| Noel Purcell          | Anton Mauve            | n.n.                    |
| Henry Daniell         | Theodorus Van Gogh     | Eduard Wandrey          |
| Madge Kennedy         | Anna Cornelia Van Gogh | Tina Eilers             |
| Jill Bennett          | Willemien              | Brigitte Grothum        |
| Lionel Jeffries       | Doktor Peyron          | Erich Kestin            |
| Laurence Naismith     | Dr. Bosman             | Hans Hessling           |
| Eric Pohlmann         | Colbert                | Stanislav Ledinek       |
| Isobel Elsom          | Frau Stricker          | Agnes Windeck           |
| David Bond            | Seurat                 | Kurt Waitzmann          |
| Wilton Graff          | Pastor Stricker        | n.n.                    |
| David Horne           | Pastor Peeters         | Siegfried Schürenberg   |
| Noel Howlett          | van den Berghe         | Robert Klupp            |
| David Leonard         | Camille Pissarro       | Paul Wagner             |
| William Edward Phipps | Bernard                | Werner Peters           |
| John Ruddock          | Ducrucq                | Clemens Hasse           |
| Toni Gerry            | Johanna                | Johanna von Koczian     |
| Belle Mitchell        | Madame Tanguy          | Lilli Schönborn-Anspach |

## Rezeption
Ein Leben in Leidenschaft erhielt ein gutes Presseecho. So erfasst der US-amerikanische Aggregator Rotten Tomatoes größtenteils wohlwollende Besprechungen und ordnet den Film dementsprechend als „Frisch“ ein. Es folgen einige repräsentative Pressestimmen:

„Eine Filmbiografie […], die sich sorgfältig und mit Respekt an die bekannten Tatsachen in seinem Leben hält. Auf hohem Unterhaltungsniveau stellt sie den Zusammenhang zwischen seinem menschlichen Schicksal und künstlerischen Werk dar, ohne sein schöpferisches Geheimnis deuten zu können. Vorzüglich gespielt.“

„Kitschig-bunter Bilderbogen über das Leben des berühmten Malers, pathetisch überhöht bis zur Peinlichkeit. Einziger Lichtblick: Anthony Quinn als Paul Gauguin […]. Zeigefingerfilm für Collegestudenten der Unterstufe. [–] Flop“

„Da sich dieser Film wohltuend genau an die Tatsachen gehalten hat, konnte er gar nicht uninteressant werden.“

„Für die Hauptrolle konnte Minnelli über den großartigen Kirk Douglas verfügen, der hier nach Meinung vieler Kritiker den wohl besten und anspruchsvollsten Part seiner Filmkarriere spielte. […] Legendär an diesem Film sind die unvergleichlichen Bilder, die Frederick A. Young einfing und mit denen er in genialer Weise der Bilderwelt van Goghs entsprach. Scheinbar fließend gehen die kräftigen Naturaufnahmen in die Gemälde van Goghs über, die immer wieder in Überblendungen eingeschoben werden.“

Zwar wurde Vincent van Gogh für insgesamt vier Oscars nominiert, aber lediglich Anthony Quinn gewann den Preis für die beste männliche Nebenrolle als Paul Gauguin. Kirk Douglas, der für seine Darstellung der Titelrolle u. a. den New York Film Critics Circle Award und den Golden Globe Award gewann, hatte bei der Oscar-Verleihung als bester Hauptdarsteller gegenüber Yul Brynner (Der König und ich) das Nachsehen. Ebenfalls für den Oscar nominiert waren Norman Corwin (bestes adaptiertes Drehbuch) und Cedric Gibbons zusammen mit Edwin B. Willis, F. Keogh Gleason, Hans Peters und Preston Ames (beste Ausstattung bei Farbfilm). Gänzlich unbedacht blieben Minnellis Regie sowie F. A. Young und Russell Harlan für ihre Farbkamera, Adrienne Fazan für den Schnitt und auch John Houseman als Produzent.
Die Evangelische Filmgilde kürte den Film im Mai 1957 zum Film des Monats.

## Hintergrund
Nach Nicola Mazzanti lässt sich der Film in die vier Perioden von van Goghs Malweise einordnen: die schwarz-graue Periode in der Borinage, die blau-grüne in der niederländischen Periode, die rote in der Pariser Zeit und die in gelbes Licht getauchte letzte Phase seines Lebens. Kein anderer van Gogh Film schaffte es bisher, diese Phasen so einzufangen.
1879 gab es nahe Frameries ein schweres Grubenunglück mit 121 Toten. Dieses erlebte van Gogh mit und wurde im Film verwendet.
„Hätte ich nicht den van-Gogh-Film mit Kirk Douglas und Anthony Quinn gesehen, wäre ich nie Künstler geworden“, sagt Arne Rautenberg.

## Medien

### Veröffentlichungen
Der Film ist sowohl auf DVD als auch auf Blu-ray Disc erhältlich.

### Soundtrack
- Miklós Rózsa: Lust for Life. Original Motion Picture Soundtrack. FSM Golden Age Classics. Turner/Rhino/Film Score Monthly, Burbank, Culver City u. a. 2002, Tonträger-Nr. FSM Vol. 5 No. 1 – Originaleinspielung der Filmmusik (Stereo) durch das M-G-M Studio Orchestra unter der Leitung des Komponisten aus dem Jahr 1956